# Guerra Soviético-Ucraniana
A Guerra Soviético-Ucraniana  foi o conflito militar entre 1917 e 1921 entre as forças nacionalistas ucranianas e pró-bolcheviques para o controle da Ucrânia à  dissolução do Império Russo.
Na mesma incluiram os combates entre as várias entidades que sucederam na direção do movimento de independência na Ucrânia: Rada Central da República Popular da Ucrânia, o Hetmanato de Pavlo Skoropadsky e o Diretório da Ucrânia auto-denominado seguidor da autoridade da República Popular da Ucrânia contra o Movimento bolchevique ucraniano e tropas bolcheviques russas que transformaram-se no Exército Vermelho.
Termina com a derrota dos favoráveis a independência da Ucrânia, a incorporação da parte ocidental da Ucrânia à Polônia e à constituição da República Socialista Soviética da Ucrânia dentro da URSS.